# Diego Fallón Carrión
Diego Vicente Fallon (Santa Ana, 10 de marzo de 1834 - Bogotá, 2 de agosto de 1905) fue un poeta, músico, matemático e ingeniero colombiano de ascendencia irlandesa. 
Fallon se desempeñó como profesor de piano en la Academia Nacional de Música, profesor de canto y música en la escuela de literatura y filosofía de la Universidad Nacional de Colombia. 
Como poeta fue el precursor del parnasianismo y se constituyó como uno de los célebres representantes del modernismo en Colombia. Su poema La luna fue catalogado como uno de los más influyentes del siglo xix, según la Academia Colombiana de la Lengua. 
Fue miembro y fundador de la sociedad colombiana de ingenieros y colaborador en El Mosaico.

## Biografía
Desde pequeño Diego Fallon quiso consagrarse a la vida religiosa y ser músico; sin embargo, tuvo que desistir de lo primero porque la Compañía de Jesús donde cursó sus primeros estudios, no lo admitió por ser hijo único varón, aunque, su vida se caracterizó por la devoción y la fe religiosa y casi tuvo que desistir de lo segundo porque su padre no estaba de acuerdo en un comienzo. 
Diego se graduó como ingeniero especialista en ferrocarriles, profesión que no ejerció. Prefirió entregarse a la vida de docente, enseñando idiomas (dominaba el español, el latín, el inglés, el italiano y el francés), matemáticas, estética y música. Fue maestro de piano de la Academia Nacional de Música de Bogotá (1886-87) y uno de los primeros profesores de estética del Colegio del Rosario.
Para facilitar el aprendizaje y para dar mayor extensión al conocimiento musical, creó y editó en 1885 «El Arte de Leer, Escribir y Dictar Música». Este texto consiste en 50 capítulos que explican su sistema alfabético e integran algunas de sus composiciones, cuestionarios, traducciones y equivalencias con el sistema tradicional. Entre sus composiciones se conocen «La Loca» y «La Vanguardia»; entre las obras traducidas para clarinete, violín, pistón, bandola y piano, se conocen «La Norma», «La Lucía», «El Trovador», «La Traviata», «La Hija del Regimiento Ana Bolena»; «El Elixir d’ Amore» entre otras. Diego no habría podido crear este nuevo sistema musical sin la ayuda de las matemáticas, el abecedario, la gramática y la métrica, involucradas estrechamente en sus lecciones nació.en Santa Ana el 10 de marzo de 1834.

## Familia
Diego Fallon Carrión era hijo del irlandés asentado en América Thomas Fallon O'Neill y de su esposa, la neogranadina Marcela Carrión Armero. Era el menor de tres hijos, siendo sus hermanas mayores Tomasa y Cornelia Fallon Carrión.

### Matrimonio y descendencia
Diego contrajo matrimonio con Amalia Luque Lizarralde en Nemocón, el 6 de octubre de 1866. De ésta unión nacieron 4 hijosː Cornelia, María (casada con Nelson Gnecco Coronado), Luis Tomás y Diego Fallon Luque (casado con Constanza Codazzi, hija del cartógrafo italiano Agustín Codazzi).
Su segunda hija, María, era cuñada de José Gnecco, quien a su vez estaba casado con Rosa Campo Riascos, la hija del expresidente José María Campo Serrano. Campo era cuñado a su vez del también expresidente Joaquín Riascos García, tío por lo tanto de Rosa Campo. Volviendo a María Fallon, su hija María Amalia Gnecco Fallon se casó con el historiador y escritor Daniel Samper Ortega, sobrino del empresario  Joaquín Samper Brush, y nieto del político del Partido Liberal Miguel Samper Agudelo.
En conclusión, Diego Fallon es tatarabuelo del político Ernesto Samper Pizano y de su hermano, el periodista Daniel, por ser el abuelo de María Gnecco, bisabuela materna de los hermanos Samper.